# 비를레
비를레(Virelai)는 중세 프랑스 문학의 형식으로, 시와 음악에서 자주 쓰인다.

## 악곡의 형식으로써의 비를레
원래는 무도가(舞蹈歌)이며, 론도에서 발전한 것이다. 기본적인 형식은 AB(합창-리프레인)－C(독창)－C(합창-리프레인)－ab(독창)－AB(합창-리프레인)이며, 맨 끝의 리프레인이 다음 마디의 처음에 이어진다.